# Tokyo Crisis
Pour plus de détails, voir Fiche technique et Distribution.
Tokyo Crisis (ルパン三世『炎の記憶〜TOKYO CRISIS〜』, Rupan Sansei : Honou no Kioku - Tokyo Crisis) est un téléfilm d'animation japonais réalisé par Toshiya Shinohara, diffusé en 1998.

## Synopsis
Lupin cherche de derober des plaques photographiques et il est confronté a Michael Suzuki le multimillionnaire.

## Fiche technique
- Titre : Tokyo Crisis
- Titre original : ルパン三世『炎の記憶〜TOKYO CRISIS〜』 - Rupan Sansei : Honou no Kioku - Tokyo Crisis
- Réalisation :
- Scénario : Shinzo Fujita d'après Monkey Punch
- Direction de l'animation :
- Direction artistique :
- Direction de la photographie :
- Production : Toshio Nakatani, Yasumichi Ozaki
- Production exécutive :
- Société de production : Nippon Television Network Corporation et TMS Entertainment
- Musique : Yuji Ohno
- Pays d'origine : Japon
- Langue : japonais
- Genre : Policier
- Durée : 90 minutes
- Première date de diffusion :  24 juillet 1998

## Distribution
- Lupin III : Kanichi Kurita
- Daisuke Jigen : Kiyoshi Kobayashi
- Goemon Ishikawa : Makio Inoue
- Fujiko Mine : Eiko Masuyama
- Koichi Zenigata : Gorō Naya

## Autour du film
- C'est le 10e téléfilm de Lupin III.